# Antoine Pevsner
Antoine Pevsner (ryska: Natan Abramovitj Pevsner), född 18 januari 1886 i Klimavitjy, guvernementet Mogiljov, Kejsardömet Ryssland, död 12 april 1962 i Paris, var en rysk målare och skulptör. Äldre bror till Naum Gabo.

## Biografi
Under en vistelse i Paris 1911–13 inspirerades han av kubism och futurism och målade sina första abstrakt-kubistiska bilder. Första världskriget tillbringade han i Norge tillsammans med brodern, och gemensamt kom de fram till en kubistiskt präglad skulptur.
Efter ryska revolutionen kallades han som professor till Konstakademin i Moskva. Här blev han vid sidan av brodern en av stilbildarna inom den revolutionära konströrelse som kommit att kallas konstruktivism. När Leninregimen 1921 förbjöd konstruktivismen, som ej ansågs tjäna revolutionen, lämnade Pevsner m. fl. Ryssland. Han ägnade sig därefter främst åt abstrakta skulpturkonstruktioner med stark volym- och rymdverkan.

## Utmärkelser
Asteroiden 7314 Pevsner är uppkallad efter honom.